# Weir (Kansas)
Weir – miasto położone w hrabstwie Cherokee.